# Klaus-Dieter Barbknecht
Klaus-Dieter Barbknecht (* 1. Januar 1958 in Cornberg in Hessen) ist ein deutscher Jurist. Er war von 2015 bis 2025 Rektor der TU Bergakademie Freiberg. Seine Nachfolgerin in diesem Amt ist  Jutta Emes. Seit Januar 2018 war er auch Vorsitzender der sächsischen Landesrektorenkonferenz, deren Geschäftsstelle sich ebenfalls an der TU Bergakademie Freiberg befindet. Zudem wirkte er im Weltenergierat mit.

## Berufliche Tätigkeit
Zuvor war Barbknecht Vorsitzender des Vereins der Freunde und Förderer der TU Bergakademie Freiberg e.V. und seit 2012 Honorarprofessor für Energiewirtschaftsrecht an der TU in Freiberg. Barbknecht studierte von 1978 bis 1984 Volkswirtschaftslehre und Rechtswissenschaften an der Georg-August-Universität Göttingen und schloss mit dem 2. juristischen Staatsexamen ab. Seit 1987 ist er als Rechtsanwalt tätig, seit 1992 als Fachanwalt für Arbeitsrecht. Klaus-Dieter Barbknecht war seit 1992 bis 2015 bei der VNG – Verbundnetz Gas Aktiengesellschaft in verschiedenen Führungspositionen tätig und seit Dezember 2007 Mitglied des Vorstands. 2013 bis 2015 verantwortete er das Ressort Handel.
Bei der Landtagswahl 2024 war Barbknecht Kandidat der CDU in Wahlkreis 17 (Mittelsachsen 1). Er unterlag Marko Winter (AfD) mit 33,4 % zu 39,6 %.